# 水中花
水中花（すいちゅうか）は、水を入れたコップなどに入れて造花や作り物の魚、鳥などを開かせるもの。
日本には江戸時代、中国から伝来したとみられる。延宝年間に酒席での遊びとして酒の杯に浮かべることが流行したため、「酒中花」「杯中花」の呼び名もある。明和年間のころからは浅草の楊枝店のみやげ物として評判となり、縁日でもよく売られた。
古くはヤマブキの茎やタラノキの芯、木片（かんな屑）などを加工・圧縮して作られたが、現代のものは化学繊維（シルキ）で作られている。トウモロコシの幹も使われた。夏の季語としても扱われる。
中国由来で、17世紀末ごろから日本でも宴席遊びとして流行した水中花（酒中花）は、細かい木片を彩色して圧縮した細工物で、酒の盃に浮かべると泡を出しながら花鳥や人型になるものだが、それとは別に明治時代に山田興松が考案した水中花があった。これは水の中で茎が直立し、彩色された花が咲くもので、山田はその造花技術を教える学校や著作を発表し、1916年には『ワシントン・タイムズ』でも紹介され、1930年にはニューヨークに出店もした。山田没後も戦後の占領期にJapanese Water Flowersとして米国にも輸出された。

## 引用
マルセル・プルーストの小説『失われた時を求めて』には、紅茶にひたしたマドレーヌの味によって引き出された記憶の奔流を水中花に喩える以下のような著名な文章がある。プルーストは友人レイナルド・アーンのいとこのマリ・ノードリンガーから水中花をプレゼントされたことがあり、これがその比喩の着想のきっかけとなった。
「ちょうど日本人の玩具で、水を満たした瀬戸物の茶碗に小さな紙きれを浸すと、それまで区別のつかなかったその紙が、ちょっと水につけられただけでたちまち伸び広がり、ねじれ、色がつき、それぞれ形が異なって、はっきり花や家や人間だと分かるものになってゆくものがあるように、今や家の庭にあるすべての花、スワン氏の庭園の花、ヴィヴォンヌ川の睡蓮、善良な村人たちとそのささやかな住居、教会、全コンブレーとその周辺、これらすべてががっしりと形をなし、町も庭も、私の一杯のお茶から飛び出してきたのだ。」